# 대부 (칭호)
대부(大夫)는 고대 중국에서 사용했던 신분 호칭의 하나로서 한국과 일본, 베트남 왕조에서도 사용되었다.

## 역사

### 중국
고대 중국 주대(周代)부터 춘추전국시대(春秋戰國時代)에 걸쳐 신분을 나타내는 용어로 사용되었는데, 자신의 영지(領地)를 소유한 귀족(貴族)을 뜻했다. 신분상 경(卿)의 아래이며 사(士)의 위에 있는 것으로 인식되었다. 주 왕실과 그 아래 제후(諸侯)를 섬기는 소규모 영주를 대부라 부르고 대부들 가운데 가장 높은 자를 경이라고 부르며 국정에 참여하게 했으며, 횡포를 부리는 제후를 대부들이 모여 추방하기도 하는 등 주군을 위협하는 지위를 얻게 되었다. 후대에는 대부나 사 가운데에서도 쇠퇴하는 자들이 나타났는데, 그 뒤 유력 농민층이 새로이 '사' 계급을 형성하고 지위를 얻게 되었다.
사마천이 쓴 《사기(史記)》염파인상여열전(廉頗藺相如列傳)에 "상여를 상대부로 임명하였다(拜相如為上大夫)"는 기술이 있다. 초(楚)의 문인이었던 굴원(屈原)은 일찍이 초나라의 삼려대부(三閭大夫)에 임명되었는데, 삼려(三閭)란 초나라의 왕족이었던 소(昭), 굴(屈), 경(景)의 세 성씨를 가리키는 것으로 이들을 관장하는 것이 삼려대부의 임무였다. 조(趙)의 재상(宰相) 임고(林皋)는 아홉 아들이 모두 대부의 관직을 가지고 있어 조나라의 국인(國人)으로부터 구룡(九龍), 임고 자신은 구룡지부(九龍之父)로 불렸다고 한다. 진(秦)이 여섯 나라를 통일한 뒤, 대부는 황제의 근신(近臣)으로서의 지위가 되었는데, 진에는 중대부(中大夫)라는 직책이 있어 낭중령(郞中令)에 속한 관직이었다. 한대(漢代) 초에는 중대부와 함께 태중대부(太中大夫)와 간대부(諫大夫)가 있었다. 무제(武帝) 때 중대부를 광록대부(光祿大夫)로 고쳐서 질(秩)을 비이천석(比二千石)으로 하고 의론(議論)을 맡게 했다. 신나라에서는 태수의 명칭을 개편하면서 조수·후수·우수·기수·좌수·전수 6군의 태수를 대부로 고쳤다.
진(晋)에서부터 지방에 설치한 현(縣)의 장관을 대부라고 부르게 되어 이것을 다른 국가도 답습하게 되면서, 중국은 중앙집권적인 군현제로 이행하게 되는 것이다.
수(隋)의 양제(煬帝)는 9대부(九大夫)와 8위(八尉)의 17품계(品階)로 관직 체계를 구성하였는데, 당대(唐代)에도 이것을 답습하여 종2품에서 종5품하(下)의 통칭을 대부로 하였다.
현대 중국어에서는 의사를 가리키는 용어로 대부가 쓰인다.

### 한국
기록상 중국의 《삼국지》위지 동이전에 인용된 《위략》에서, 고조선(古朝鮮)이 연(燕)을 공격하려 할 때 고조선의 '대부'였던 예(禮)가 말렸다고 기록하고 있는 것에서 고조선 시대에도 대부라는 호칭이 사용되었을 것으로 보이는데, 《삼국사기》에는 고구려 초기의 관직으로 중외대부(中畏大夫)라는 관직이 있었다고 언급하고 있다. 고고학적으로는 1999년에 학계에서 백제의 수도 위례성으로 비정되는 서울 풍납토성 발굴조사에서 '대부'라는 명문이 새겨진 4~5세기경의 토기가 출토됨으로써 삼국 시대부터 대부라는 호칭을 사용하였음을 살펴볼 수 있다. 신라에서 중국식의 문산계(文散階)를 도입했다는 기록은 남아있지 않으나 당대의 금석문 등에서 당의 그것과 같은 기록들이 많이 확인된다. 혜공왕 7년(771년)에 제작된 성덕대왕신종의 종명(鐘銘)에서 「조산대부(朝散大夫) 겸 태자조의랑(太子朝議郞)인 한림랑(翰林郞) 김필오(金弼奧)」라 하여 조산대부의 칭호가 확인되며, 최치원의 『사산비명』의 하나로 890년경에 세워진 『낭혜화상백월보광탑비』에도 찬자 최치원의 사촌동생 최인연(崔仁滾)의 관직이 「조청대부(朝請大夫)인 전임 수집사시랑(守執事侍郞) 사자금어대(賜紫金魚袋)」로 기재된 것이 보인다. 발해에서도 문산계를 사용하였음을 일본측 기록에 나오는 발해의 사신 파견기사에서 찾아볼 수 있는데, 일본에 소장된 발해 함화 11년(841년)에 작성된 발해 『중대성첩』 사본에도 발해 춘부경(春部卿) 관직의 하수겸(賀守謙)이 「오질대부」(吳秩大夫)라는 문산계 호칭으로 서명한 것을 볼 수 있다.
본격적으로 중국식 문산계를 도입한 고려 성종(成宗) 2년(983년)에는 종2품 광록대부에서 종5품하 조산대부까지 대부라는 칭호를 사용했는데, 성종 14년(995년)에는 고려 초기부터 존재했던 관등에서 대광(大匡)을 개부의동삼사(開府儀同三司), 정광(正匡)을 특진(特進), 대승(大丞)을 흥록대부(興祿大夫), 대상(大相)을 금자흥록대부(金紫興祿大夫), 은청광록대부(銀靑光祿大夫)를 은청흥록대부(銀靑興祿大夫)로 하였다. 문종(文宗) 때 고친 제도에서는 모두 29개의 문산계를 정했다고 《고려사》는 전하고 있는데, 종1품 개부의동삼사와 정2품 특진 바로 다음인 종2품부터 금자광록대부, 정3품을 은청광록대부, 종3품을 광록대부(光祿大夫), 정4품상을 정의대부(正議大夫), 정4품하는 통의대부(通議大夫), 종4품상은 대중대부(大中大夫), 종4품하는 중대부(中大夫), 정5품상은 중산대부(中散大夫), 정5품하는 조의대부(朝議大夫), 종5품상은 조청대부(朝請大夫), 종5품하는 조산대부(朝散大夫)라고 하였다. 충렬왕(忠烈王) 원년에 고쳤던 문산계를 24년에 충선왕이 종1품을 숭록대부(崇祿大夫), 정2품을 흥록대부, 종2품을 정봉대부(正奉大夫), 정3품을 정의대부, 종3품을 통의대부, 정4품을 대중대부, 종4품을 중대부, 정5품 이하의 문무 제도는 모두 문종 때의 제도로 돌렸다는 《고려사》의 기록도 있는데, 정2품에서 종4품까지만을 대부로 칭하였다. 이밖에 영렬(榮列)·정헌(正獻)·조현대부(朝顯大夫)도 있었다(《고려사》 백관지).
공민왕(恭愍王) 5년(1356년)에 반원정책을 추진하면서 문산계도 예전 문종 시대에 쓰던 것으로 되돌렸다. 종1품상을 금자광록대부, 종1품하는 금자숭록대부(金紫崇祿大夫), 정2품상은 은청광록대부, 정2품하는 은청숭록대부, 종2품상은 광록대부, 종2품하는 영록대부(榮祿大夫), 정3품상은 정의대부, 정3품하는 통의대부, 종3품상은 대중대부, 종3품하는 중대부, 정4품은 중산대부, 종4품은 조산대부로 하였다. 공민왕 11년(1362년)에 다시 정2품부터 광정대부(匡靖大夫), 종2품은 봉상대부(奉翊大夫), 정3품상은 정순대부(正順大夫), 정3품하는 봉순대부(奉順大夫), 종3품상은 중정대부(中正大夫), 종3품하는 중현대부(中顯大夫), 정4품은 봉상대부(奉常大夫), 종4품은 봉선대부(奉善大夫)라 하였고, 18년(1369년)에 정2품상을 광록대부, 정2품하를 숭록대부, 종2품상은 영록대부, 종2품하를 자덕대부(資德大夫), 정3품상을 정의대부, 정3품하를 통의대부, 종3품상을 대중대부, 종3품하를 중정대부, 정4품상을 중산대부, 정4품하를 중의대부, 종4품상을 조산대부, 종4품상을 조열대부(朝列大夫)라 하였다. 정5품 이하는 모두 공민왕 5년에 고쳤던 것과 같았다. 조선(朝鮮)에서는 정1품도 대부라는 칭호를 사용하게 되었다.

### 일본
《일본서기》(日本書紀) 스진 천황(崇神天皇) 8년 12월 20일조에 「대부」(大夫)라는 글자가 보이긴 하지만, 일본에서 ‘대부’라는 것은 중국식 율령 제도가 도입된 뒤의 관위 호칭으로 율령제가 확립되기 전에는 대부라는 호칭도 관직도 존재하지 않았으며, 단지 《일본서기》 편찬자가 수정한 문장이고 단순히 「대부 신분에 해당하는 자」라는 뜻 정도로 쓰인 것 같다.
일본의 율령인 『공식령』(公式令)의 규정에서는 태정관(太政官) 3위 이상, 료(寮)의 4위 이상, 주고쿠(中國) 이하의 구니에 파견되는 고쿠시(國司)를 대부로 불렀다. 즉 5위 이상의 남자 관리를 가리키는 칭호였다고 할 수 있다. 관직으로서의 대부는 「도구다이부」(東宮大夫)와 같이 「다이부(だいぶ)」로 읽었지만, 단순히 5위의 관위를 가진 자를 가리킬 경우에만 「다이후」(たいふ)로 읽었다. 또한 5위 이하의 관위를 가진 자가 5위에 봉해지면 관직명 밑에 '대부'라고 부기했다(예를 들면 6위에 해당하는 사에몬노이左衛門尉가 5위로 승진하면 사에몬노다이부左衛門大夫로 부르는 식). 5위이면서도 산이(散位) 즉 관직이 없는 자는 부칸다이후(無官大夫)라고 불렸다. 또한 종5위하의 관인은 당풍 이름으로 조산대부라 불렸다. 
여관(女官)의 경우는 5위 이상을 묘부(命婦)라 불렀다(자세한 것은 묘부 항목을 참조).
시대를 내려오면서 대부는 5위 관위를 가진 자의 통칭, 나아가 신분이 높은 자에 대한 호칭 또는 인명의 일부로 쓰이게 되었다. 5위라는 관위는 귀족의 지위로 보자면 가장 낮은 자리였지만, 지방의 다이묘나 사무라이, 평범한 서민이 이에 봉해진다는 것은 명예로운 일이었기에, 실제로는 조정으로부터 대부로 봉해진 적이 없어도 일종의 명예 칭호로서 대부(또는 태부)를 칭하게 된 것이다(「太夫」라 쓰고 「다유たゆう」로 읽는 예가 많다).

## 같이 보기
- 사대부